# Finally Woken
Finally Woken – pierwszy album studyjny Jem, wydany w 2004 roku. Album sprzedał się w ponad 300 tys. egzemplarzy w Wielkiej Brytanii i w 321 tys. egzemplarzy w Stanach Zjednoczonych (według danych firmy Nielsen SoundScan na dzień 29 maja 2008 roku).
Na okładce znajduje się zdjęcie kilkuletniej Jem zrobione przez jej ojca. Okładka miała odmienne kolory w różnych krajach. Stany Zjednoczone otrzymały wersję żółtą okładki, Wielka Brytania wersję niebieską, a pozostałe kraje Europy oraz Australia wersję zieloną. Album został w Europie wydany ponownie w 2005 roku z nową okładką, która przedstawiała nowe zdjęcie Jem.

## Lista utworów
1. "They" (Jem, Gerard Young) – 3:16
2. "Come on Closer" (Jem, Gerard Young) – 3:47
3. "Finally Woken" (Jem) – 3:58
4. "Save Me" (Jem, Gerard Young) – 3:33
5. "24" (Jem, Justin Griffiths) – 3:54
6. "Missing You" (Jem, Justin Griffiths, Yoad Nevo) – 4:01
7. "Wish I" (Jem) – 3:56
8. "Just A Ride" (Jem, Mike Caren) – 3:20
9. "Falling for You" (Jem, Nick Coler, Brian Higgins) – 4:17
10. "Stay Now" (Jem, Klas B. Wahl, Nick Whitecross) – 3:43
11. "Flying High" (Jem, Paul Herman, Yoad Nevo) – 4:08